# Рерик
Рерик (нем. Rerik) — город в Германии, в земле Мекленбург-Передняя Померания.
Входит в состав района Бад-Доберан. Подчиняется управлению Нойбуков-Зальцхаф. Население составляет 2218 человек (на 31 декабря 2010 года). Занимает площадь 33,45 км². Официальный код — 13 0 51 062.
Рерик развился из рыбацкой деревни Альт Гаарц, первое упоминание о которой относят к середине XIII века. В 1938 году деревня получила статус города и название древней столицы ободритов — Рерика. Тождественность места, на котором возник Альт Гарц и Рерика была предположена исходя из сравнения с письменными свидетельствами результатов раскопок, которые в 30-х годах XX века в городке произвёл немецкий археолог Роберт Бельц. Хотя на роль древнего Рерика претендовали так же Любек, Дорф-Мекленбург и некоторые другие места на севере современной Германии.
В настоящее время городок является балтийским курортом.

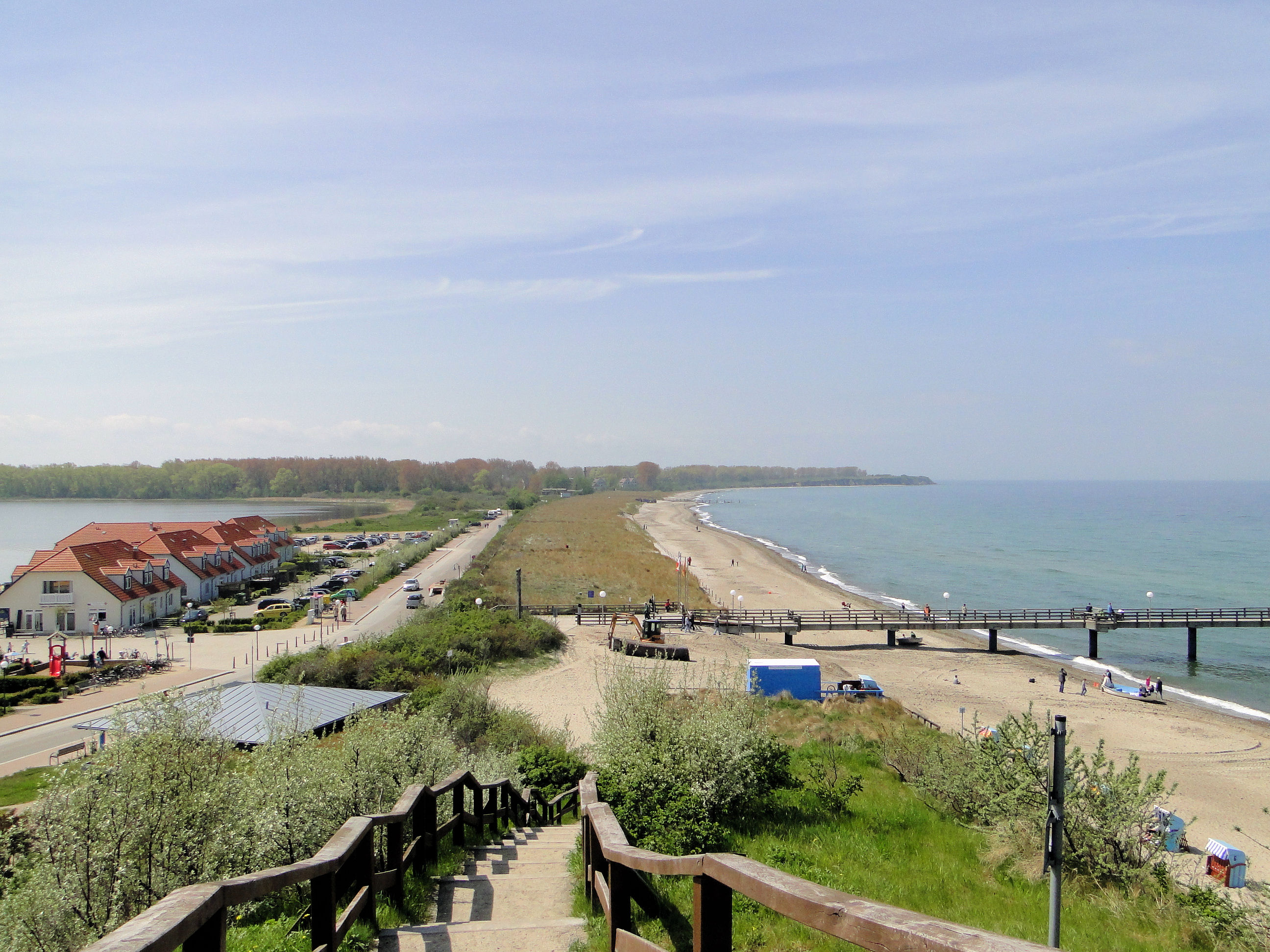
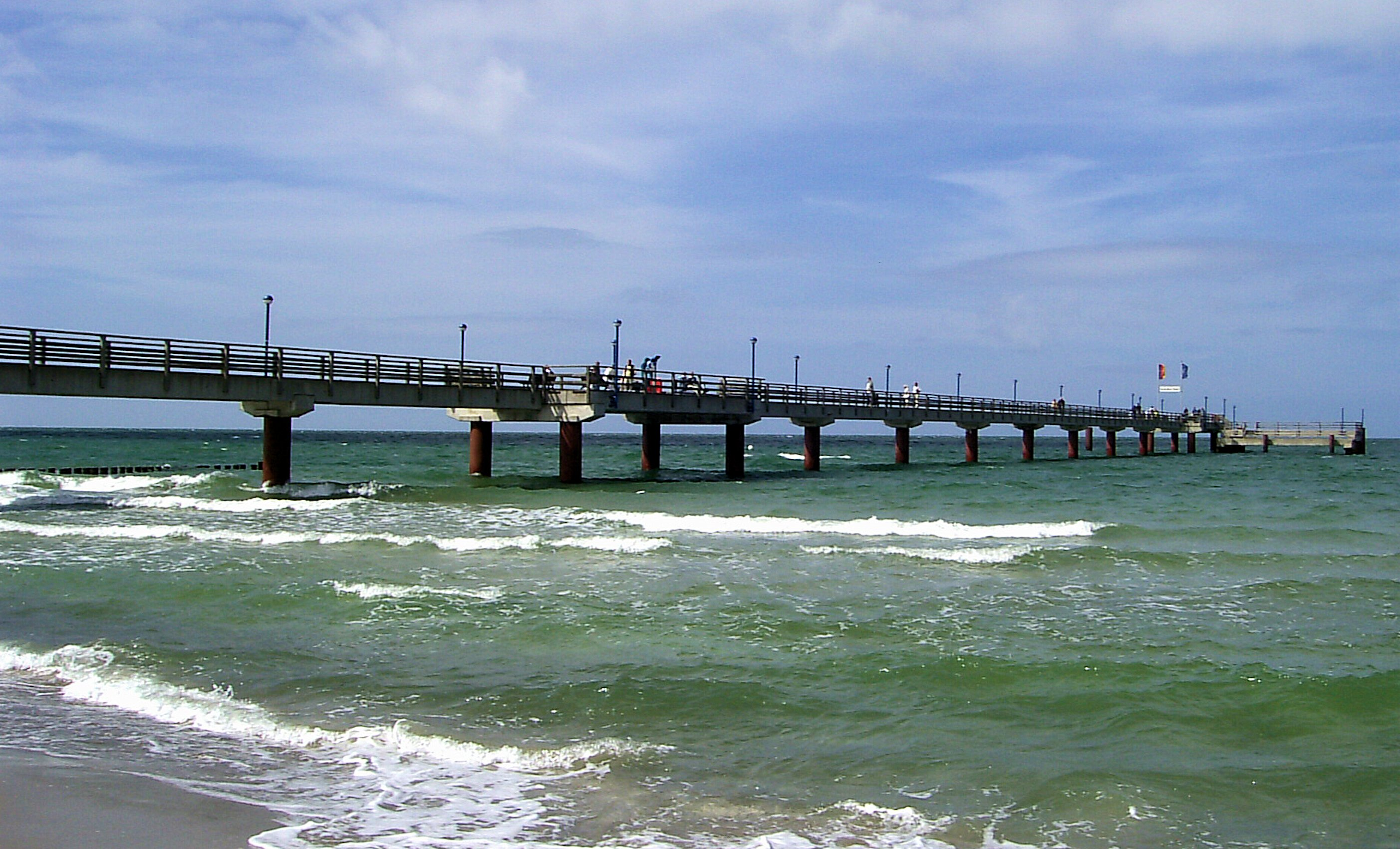
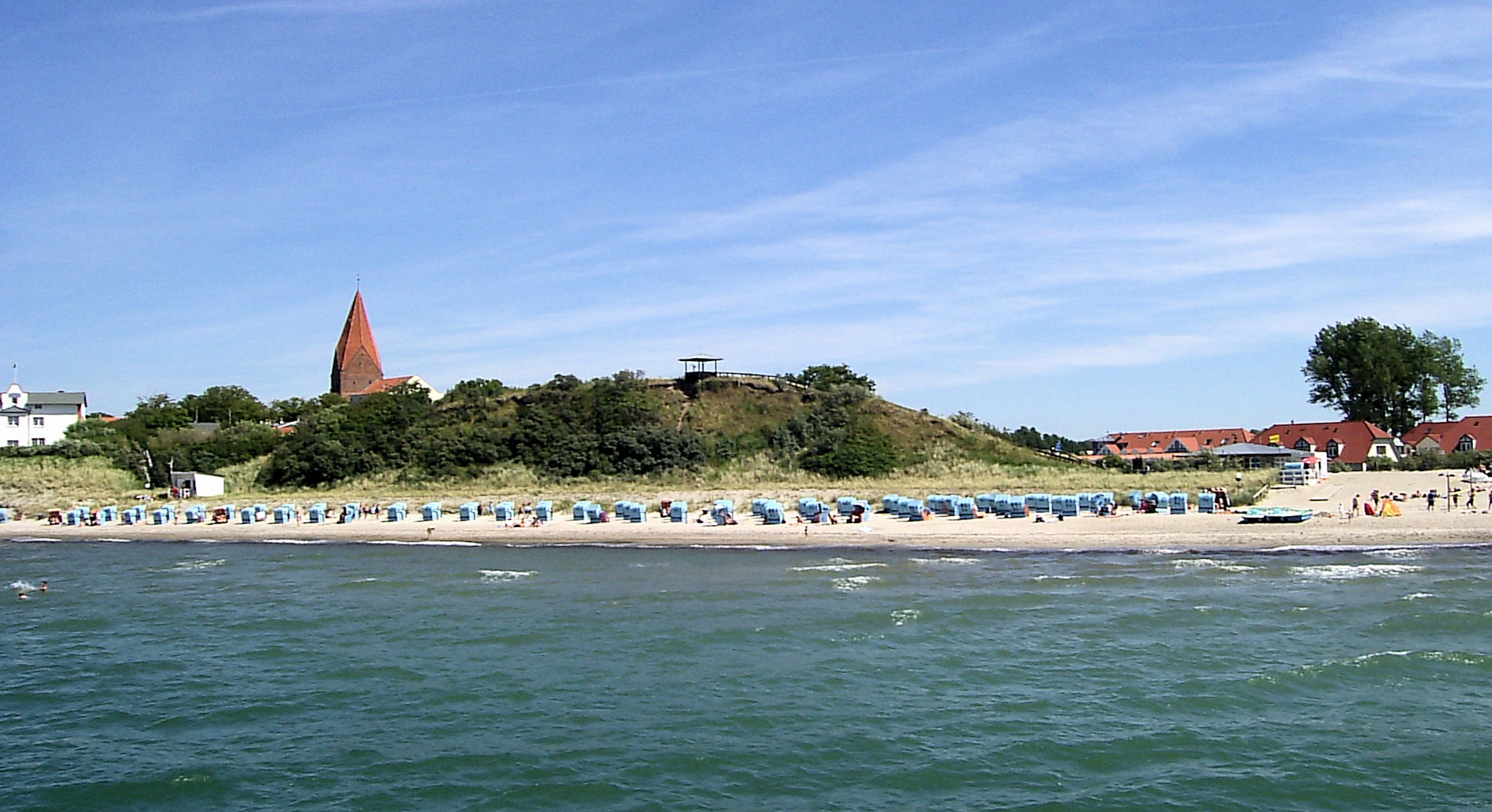